# Mistrzostwa Panamerykańskie w Judo 2021
Mistrzostwa panamerykańskie odbywały się w dniach 15–16 kwietnia 2021 roku w Guadalajarze. W tabeli medalowej tryumfowali judocy z Brazylii.

## Klasyfikacja medalowa
Gospodarz zawodów został zaznaczony kolorem.
| Miejsce | Państwo           |    |    |    | Razem |
| ------- | ----------------- | -- | -- | -- | ----- |
| 1       | Brazylia          | 7  | 4  | 3  | 14    |
| 2       | Ekwador           | 2  | 2  | 3  | 7     |
| 3       | Kuba              | 2  | 2  | 0  | 4     |
| 4       | Chile             | 1  | 1  | 0  | 2     |
| 5       | Dominikana        | 1  | 0  | 2  | 3     |
| 6       | Kanada            | 1  | 0  | 1  | 2     |
| 7       | Stany Zjednoczone | 0  | 2  | 5  | 7     |
| 8       | Meksyk            | 0  | 1  | 5  | 6     |
| 9       | Peru              | 0  | 1  | 3  | 4     |
| 10      | Argentyna         | 0  | 1  | 0  | 1     |
| 11      | Kolumbia          | 0  | 0  | 1  | 1     |
| .       | Kostaryka         | 0  | 0  | 1  | 1     |
| .       | Panama            | 0  | 0  | 1  | 1     |
| .       | Portoryko         | 0  | 0  | 1  | 1     |
| .       | Wenezuela         | 0  | 0  | 1  | 1     |
| Razem   | Razem             | 14 | 14 | 27 | 55    |

## Medaliści

### Mężczyźni
| Konkurencja: | Złoto:             | Srebro:          | Brąz:                              |
| −60 kg       | Lenin Preciado     | Steven Morocho   | Moisés Rosado Dilmer Calle         |
| −66 kg       | Willian Lima       | Orlando Polanco  | Juan Postigos Wander Mateo         |
| −73 kg       | Magdiel Estrada    | Alonso Wong      | Gilberto Cardoso Julián Sancho     |
| −81 kg       | Guilherme Schimidt | Emmanuel Lucenti | Medickson del Orbe Samuel Ayala    |
| −90 kg       | Robert Florentino  | Rafael Macedo    | Yuta Galarreta Francisco Balanta   |
| −100 kg      | Kyle Reyes         | Thomas Briceño   | Leonardo Gonçalves Nathaniel Keeve |
| ponad 100 kg | Rafael Silva       | David Moura      | Sergio del Sol Freddy Figueroa     |

### Kobiety
| Konkurencja: | Złoto:          | Srebro:            | Brąz:                                     |
| −48 kg       | Mary Dee Vargas | Gabriela Chibana   | Nathália Brígida Luz Peña                 |
| −52 kg       | Larissa Pimenta | Angelica Delgado   | Kristine Jiménez Katelyn Bouyssou-Jarrell |
| −57 kg       | Arnaes Odelín   | Ketelyn Nascimento | Jéssica Pereira Kelly Taylor Deguchi      |
| −63 kg       | Ketleyn Quadros | Prisca Awiti       | Alisha Galles Estefanía García            |
| −70 kg       | Ellen Santana   | Celinda Corozo     | Chantal Wright                            |
| −78 kg       | Vanessa Chalá   | Kaliema Antomarchi | Karen León Nefeli Papadakis               |
| ponad 78 kg  | Beatriz Souza   | Nina Cutro-Kelly   | Melissa Mojica Priscila Martínez          |